# بلاک ماریا

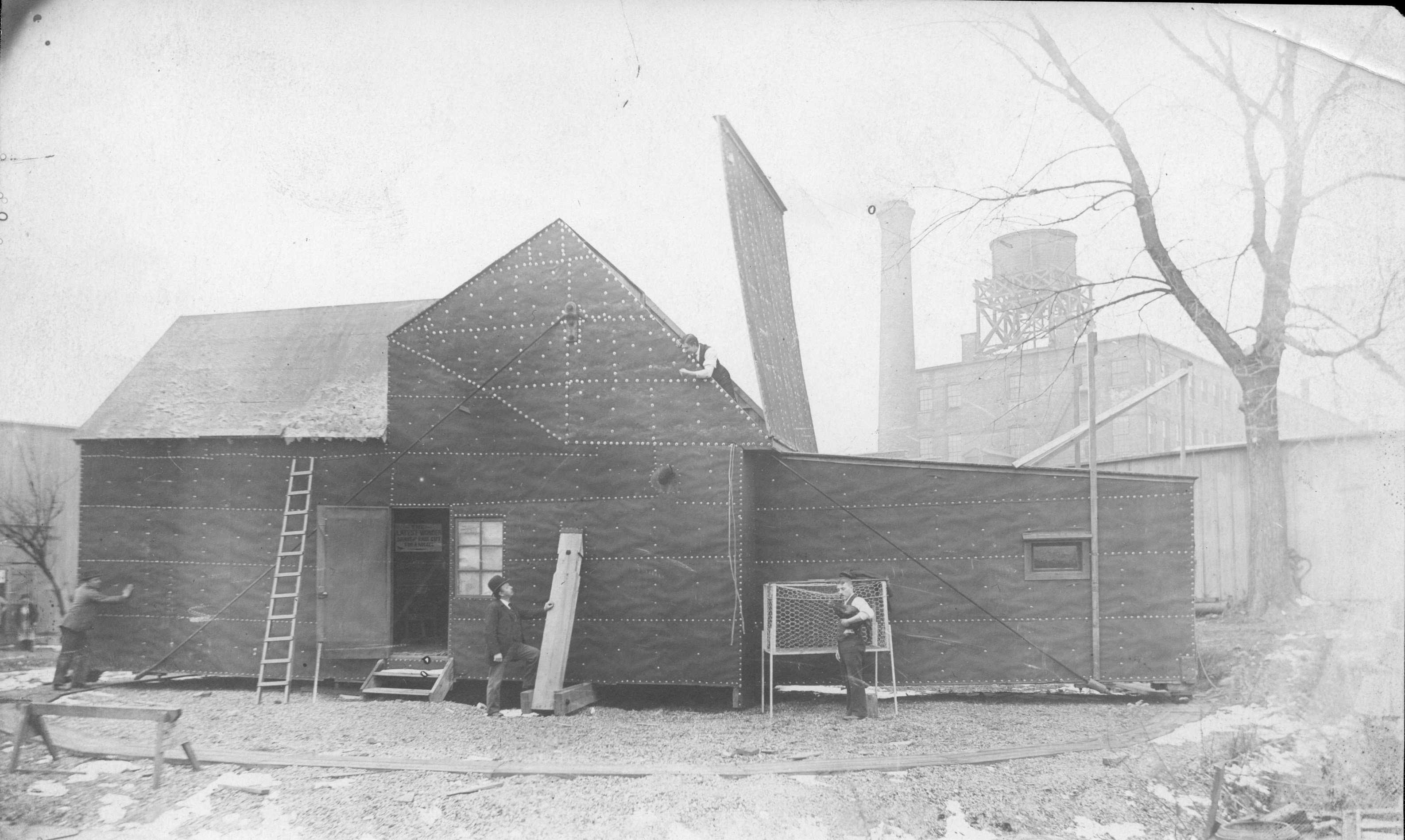
استودیوی بلاک ماریای ادیسون

بلاک ماریا (انگلیسی: Edison's Black Maria) یا استودیوی بلاک ماریای ادیسون، استودیوی فیلمی است در اورنج غربی نیوجرسی که توسط توماس ادیسون تأسیس گردید. از این استودیو با عنوان نخستین استودیوی فیلم سینمایی در ایالات متحده و بلکه دنیا یاد می‌شود. ساخت و سازهای استودیوی بلاک ماریا در دسامبر سال ۱۸۹۲ آغاز شد. هنگامی که ادیسون سقف سراسر شیشه‌ای استودیوی فیلم نیویورک را ساخت، بلاک ماریا در ژانویه ۱۹۰۱ بسته شد و در نهایت به تاریخ ۱۹۰۳ میلادی توسط ادیسون برچیده شد.

## نگارخانه

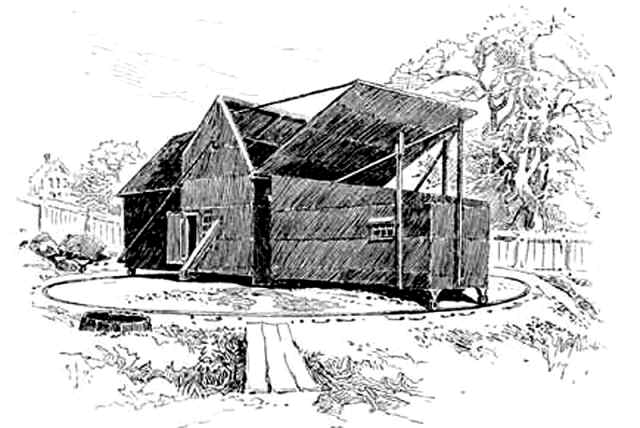
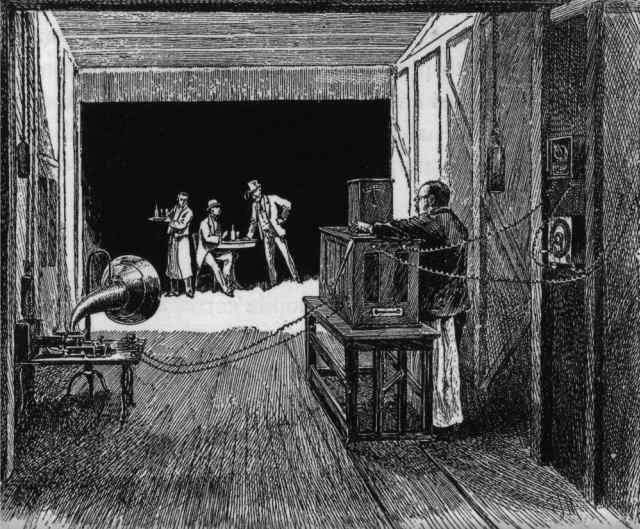
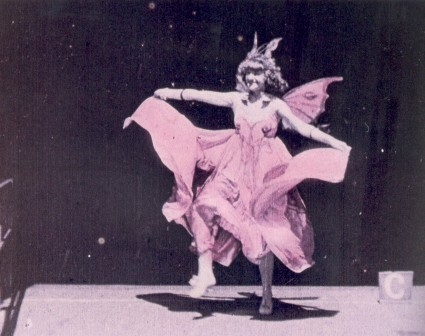